# Pessipohoaivi
Pessipohoaivi är en kulle i Finland.   Den ligger i den ekonomiska regionen Norra Lappland och landskapet Lappland, i den norra delen av landet, 900 km norr om huvudstaden Helsingfors. Toppen på Pessipohoaivi är 411 meter över havet, eller 65 meter över den omgivande terrängen. Bredden vid basen är 1,0 km.
Terrängen runt Pessipohoaivi är platt åt sydost, men åt nordväst är den kuperad.  Trakten runt Pessipohoaivi är nära nog obefolkad, med mindre än två invånare per kvadratkilometer. Det finns inga samhällen i närheten. 